# 徳島県立徳島テクノスクール
徳島県立　徳島テクノスクール（とくしまけんりつ とくしまテクノスクール）は、徳島県徳島市南島田町にあった職業能力開発校。

## 沿革
- 2013年（平成25年）4月1日 - 徳島県立鳴門テクノスクールと統合し徳島県立中央テクノスクールとなった。

## 訓練科
- 普通課程
  - 電子機器科
  - 金属技術科
  - インテリア木工科
  - 理容科
  - 美容科

## 所在地等
- 〒770-0053 徳島県徳島市南島田町2-25
- 最寄り駅はJR鮎喰駅